# Descurainia bourgeauana
Descurainia bourgeauana là một loài thực vật có hoa trong họ Cải. Loài này được (E. Fourn.) O.E. Schulz mô tả khoa học đầu tiên năm 1924.